# آس برنده
آس برنده یا برگِ برنده (انگلیسی: Ace High؛ ایتالیایی: I quattro dell'Ave Maria) فیلمی در ژانر کمدی و وسترن اسپاگتی است که در سال ۱۹۶۸ منتشرشد.
این فیلم در ایران با نام آس برنده شناخت می‌شود در ایران دوبله و پخش شده‌است.
مدیر دوبلاژ: زنده‌یاد احمد رسول‌زاده
ایرج رضایی | باد اسپنسر | هاچ
جلال مقامی | ترنس هیل | کت استیونس
زنده یاد اصغر افضلی | ایلای والاک | کاکوپولوس
زنده یاد عطاالله کاملی | براک پیترس | توماس
زنده یاد حسن عباسی  |موریس
شهاب عسکری، زنده یاد مهدی آژیر، بدری نورالهی، زنده یاد احمد رسول زاده، زنده‌یاد رفعت هاشمپور، ناصر خاوری، سیامک اطلسی و ...￼سی و ...

## بازیگران
- ایلای والاک
- ترنس هیل
- باد اسپنسر
- براک پیترس
- کوین مک‌کارتی
- فرانک برانیا
- کورادو اولمی
- جانکارلو بادسی
- لیویو لورنتسون
- برونو کوراتساری
- آرماندو باندینی
- فدریکو بوئیدو
- اشتفن زاخاریاس